# Reibung
Reibung, auch Friktion oder Reibungswiderstand genannt, ist eine Kraft, die zwischen Körpern oder Teilchen wirkt, die einander berühren. Die Reibungskraft erschwert dann die Bewegung der Körper gegeneinander. Um eine Bewegung zu erzeugen oder aufrechtzuerhalten, ist Arbeit notwendig. Wenn bei einer Bewegung Reibung auftritt, wird ein Teil der Arbeit oder der Bewegungsenergie durch Dissipation in Reibungswärme  umgewandelt und/oder für Verschleiß verbraucht.
Bei der Betrachtung von Reibungsvorgängen unterscheidet man zwischen äußerer Reibung und innerer Reibung. Die äußere Reibung tritt auf bei Reibung zwischen sich berührenden Außenflächen von Festkörpern. Die innere Reibung tritt auf zwischen benachbarten Teilchen bei Verformungsvorgängen innerhalb von Festkörpern, Flüssigkeiten und Gasen. In physikalischen Modellen werden Reibungskräfte oft vernachlässigt, wenn sie relativ klein und/oder quantitativ schwer erfassbar sind. Mit der wissenschaftlichen Untersuchung von Reibungsvorgängen beschäftigt sich die Tribologie (Reibungslehre).

## Reibungsarten

### Äußere Reibung

Gewichts- und Normalkraft einer Kiste auf ebener Fläche

Äußere Reibung wird auch als Festkörperreibung bezeichnet, weil sie zwischen den Kontaktflächen von sich berührenden Festkörpern auftritt. Sie wird unterteilt in Haftreibung und Gleitreibung, die beide zu Ehren des Physikers Charles Augustin de Coulomb auch als Coulombsche Reibung bezeichnet werden. Sie treten nicht immer strikt voneinander getrennt auf. Sie können zugleich oder abwechselnd auftreten; zum Beispiel ist der Stick-Slip-Effekt ein periodischer Übergang zwischen Haft- und Gleitreibung. Auf die Anwendung bezogene Begriffe sind Rollreibung, Bohrreibung und Seilreibung.
Die maximale Reibungskraft beim Haften {\displaystyle F_{\mathrm {R} }^{\mathrm {max} }} und die Reibungskraft beim Gleiten {\displaystyle F_{\mathrm {R} }} nehmen mit der Normalkraft {\displaystyle F_{\mathrm {N} }} zu, mit der der Körper senkrecht auf die Unterlage drückt bzw. umgekehrt die Unterlage senkrecht auf den Körper.  Wo die Normalkraft herrührt, ob z. B. allein vom Gewicht, durch Federn (Kupplung), hydraulischen Druck (Scheibenbremse), den Kurvendruck in überhöhten Kurven oder sonstige Vorgänge, ist hierbei ohne Belang. Oft ist annähernd die Abhängigkeit linear und die Reibungskraft von der Größe der Kontaktfläche unabhängig (siehe Amontonssche Gesetze):
{\displaystyle F_{\mathrm {R} }^{\mathrm {max} }\leq \mu _{0}\cdot F_{\mathrm {N} }\qquad F_{\mathrm {R} }\approx \mu \cdot F_{\mathrm {N} }}.
Dabei sind die Reibungskoeffizienten µ abhängig von der Beschaffenheit der Oberflächen. Der Koeffizient für Haften ({\displaystyle \mu _{0}}) ist grundsätzlich größer als der für Gleiten ({\displaystyle \mu }). Ihre Werte werden experimentell bestimmt. Die Ungleichheit kommt daher, dass eine Reibungskraft niemals stoßen kann.

#### Haftreibung
In vielen Fällen ist Haften zwischen sich berührenden Körpern erwünscht. Ohne Haftreibung würde der Alltag gar nicht funktionieren. Möbel würden nicht an ihrem Platz bleiben, auf der Straße abgestellte Fahrzeuge (die Räder blockiert) könnten allein vom Wind fortbewegt werden. Man könnte keinen Fuß „fest“ auf den Boden setzen, alle angetriebenen Fahrzeugräder würden „durchdrehen“, also keine Traktion ermöglichen. In technischen Anwendungen wird außer der meistens wirkenden Gewichtskraft ein technisch erzeugter Druck zwischen den Kontaktflächen benutzt, zum Beispiel mittels gespannter Federn in einer Reibungs-Kupplung.
Haften ist ein Zustand der Ruhe, bei dem die tatsächliche Haftreibungskraft immer entgegengesetzt gleich der Parallelkomponente der äußeren Kraft ist. Es treten weder Verschleiß noch Energieverluste auf. Haften ist eine Kombination von Formschluss im Kleinen, durch Rauheit als Gestaltabweichung 3. bis 5. Ordnung, der bei Bewegung zerstört würde, und molekularem Kraftschluss im Kleinen durch molekulare Anziehungskräfte, also Adhäsion.

#### Gleitreibung
Gleitreibung tritt an der Kontaktfläche zweier Körper auf, die sich relativ zueinander bewegen. Die Gleitreibungskraft ist antiparallel zur Bewegungsrichtung und, bei gleicher Normalkraft, meist geringer als die Haftreibungskraft. Nach den Amontonsschen bzw. Coulombschen Gesetzen ist sie unabhängig von der Geschwindigkeit. Bei einigen Werkstoffkombinationen tritt allerdings ein Kriechen auf, so dass die Reibungskraft geschwindigkeitsabhängig wird.

Fig.1, 2 Haftreibung: Die äußere Kraft F und die Haftreibungskraft F_{H} sind gleich groß → Der Körper bewegt sich nicht.
Fig.3 Haftreibung: wie bei Fig.1, aber hier ist die maximale Haftreibungskraft F_{H,krit} erreicht. Da die äußere Kraft größer als die Haftgrenze ist, wird der Körper beschleunigt.
Fig.4 Gleitreibung: Der Körper rutscht mit konstanter Geschwindigkeit, die äußere Kraft ist geringer als F_{H,krit}. Die äußere Kraft F ist gleich groß wie die Gleitreibungskraft F_{R}.
Dargestellt sind nur die Kräfte in Bewegungsrichtung.

#### Rollreibung
Rollreibung entsteht beim Rollen eines Körpers auf einer Unterlage. Im Modell lässt sich die Rollreibung durch die Deformation eines nicht ideal starren Körpers erklären. Die Rollreibung wird durch die dimensionslose Rollreibungszahl beschrieben. Diese ist definiert als Verhältnis der Rollreibungslänge {\displaystyle d} und dem Radius {\displaystyle R} des Rollkörpers:
{\displaystyle \mu _{\mathrm {R} }={d \over R}}

#### Wälzreibung
Überlagern sich Gleit- und Rollreibung, so wird dies als Wälzreibung bezeichnet. Das ist das typische Beschreibungsmodell für Rotationskörper auf einer Bahn, beispielsweise ein Rad auf einer Fahrbahn.

#### Bohrreibung
Bohrreibung entsteht am Auflagepunkt eines sich um die vertikale Achse drehenden Körpers auf einer Ebene (Punktberührung). Da sie bei einer rotierenden Bewegung wirkt, wird die Bohrreibung als Drehmoment angegeben:
{\displaystyle M_{\mathrm {B} }=\mu _{\mathrm {B} }\cdot F_{\mathrm {N} }}
Der Koeffizient der Bohrreibung {\displaystyle \mu _{\mathrm {B} }} hat die Dimension einer Länge und ist als Radius der scheinbaren Auflagescheibe deutbar, also als der resultierende Hebelarm der Flächenmomente. Er lässt sich jedoch im Allgemeinen nicht als Produkt aus einem konstanten mittleren Radius der Auflagefläche und einer Materialkonstanten berechnen.

#### Seilreibung
Die Euler-Eytelwein-Formel beschreibt die Reibung eines um einen runden Körper gelegten Seils, auf das beidseitig Kräfte wirken, und gibt an, unter welchen Bedingungen das Seil haftet.

### Innere Reibung
Innere Reibung bewirkt die Zähigkeit von Materialien und Fluiden und hat Einfluss auf Verformungen und Strömungen. Neben der Bewegung der Teilchen in einem Stoff beschreibt die innere Reibung auch den Reibungswiderstand von Körpern, die sich in Fluiden bewegen, sowie die Dämpfung von Schallwellen. Typischerweise nimmt in Gasen die innere Reibung (Viskosität) mit der Temperatur zu, und in Flüssigkeiten ab. In einfachen Fällen ist mit den Mitteln der statistischen Physik eine quantitative Beschreibung möglich.
Bei Temperaturen nahe dem Temperaturnullpunkt verlieren einige Flüssigkeiten ihre innere Reibung vollkommen (siehe Suprafluidität).
Anders als in der Mechanik, in der Reibung so lange wie möglich vernachlässigt wird, ist innere Reibung in der Standardtheorie der Hydrodynamik, den Navier-Stokes-Gleichungen, fest enthalten (daher auch Stokes’sche Reibung). Diese nichtlinearen Gleichungen sind im Allgemeinen nur numerisch lösbar. Für den Fall kleiner Reynolds-Zahl Re, wenn also die Advektion von Impuls gegenüber dem Impulstransport durch Viskosität vernachlässigt werden kann, existieren für einfache Geometrien und Newtonsche Fluide geschlossene Lösungen:
Das gilt beispielsweise für eine dünne Schicht von Schmiermittel zwischen sich gegeneinander bewegenden Flächen. Die Reibung ist dann proportional zur Scherrate, also zur Geschwindigkeit {\displaystyle v}. Dieselben Verhältnisse liegen für den Fall einer kleinen Kugel in einem zähen Fluid vor, siehe das Gesetz von Stokes. Bei dominierender Impulsadvektion ist dagegen die Dissipation proportional zum Quadrat der Geschwindigkeit, siehe Strömungswiderstand.
Die plastische Verformung von Festkörpern ist in der Regel stark nichtlinear und damit nicht gut durch die Viskosität zu beschreiben. Auch bei kleineren Kräften oder Spannungen, gibt es Abweichungen von der Idealen Elastizität als eine andere Art der inneren Reibung im Festkörper, die sich aber auch nicht einfach als Viskosität verstehen lässt. Entsprechend ist die Gleichsetzung von innerer Reibung und Viskosität auf Fluide beschränkt.

## Energie und Reibung
Entsprechend dem Energieerhaltungssatz geht auch durch Reibung keine Energie verloren. Dies gilt auch dann, wenn Energie einer bestimmten Form (z. B. Bewegungsenergie) verschwindet, weil sie unter Entropiezunahme in Wärmeenergie umgewandelt wurde. Ein gleitender Hockey-Puck kommt zum Stillstand, weil Reibung seine kinetische Energie in Wärme umwandelt, die die innere Energie des Pucks und der Eisoberfläche erhöht und dort zur Temperaturerhöhung bzw. zum Schmelzen führt. Da diese Wärme sich meist schnell räumlich verteilt, unterlagen frühe Philosophen wie Aristoteles dem Trugschluss, dass bewegte Objekte ohne Einfluss einer Kraft zur Ruhe kommen. Je nach Material der aneinander reibenden Flächen kann auch Abrieb entstehen, ebenfalls unter Energieaufnahme für die Zerkleinerung des Materials.
Wenn ein Objekt entlang eines Pfades {\displaystyle C} auf einer Oberfläche verschoben wird, berechnet sich die verrichtete Reibungsarbeit {\displaystyle {W}_{\mathrm {fric} }\,} aus dem Produkt des Weges und der entlang des Weges wirkenden Kraft, entsprechend der Definition der Arbeit. Sind Kraft oder Reibungskoeffizient über den Weg nicht konstant, ist ein Kurvenintegral anzusetzen.
{\displaystyle {W}_{\mathrm {fric} }=\int _{C}\mathbf {F} _{\mathrm {fric} }(\mathbf {x} )\cdot \mathrm {d} \mathbf {x} \ =\int _{C}\mu _{\mathrm {k} }\ \mathbf {F} _{\mathrm {n} }(\mathbf {x} )\cdot \mathrm {d} \mathbf {x} \,}
wobei
{\displaystyle \mathbf {F} _{\mathrm {fric} }\,} die Reibungskraft,
{\displaystyle \mathbf {F} _{\mathrm {n} }\,} die Normalkraft,
{\displaystyle \mu _{\mathrm {k} }\,} den Gleitreibungskoeffizienten (innerhalb des Integrals, da er von Ort zu Ort variieren kann, z. B. durch Materialänderungen entlang des Pfads),
{\displaystyle \mathbf {x} \,} die Position des Objekts darstellt.
Die aus einem System durch Reibung abgegebene Energie ist ein klassisches Beispiel der thermodynamischen Irreversibilität.

## Reibungszustände in der Schmierungstechnik
Die Optimierung von Reibungsvorgängen ist Gegenstand der Tribologie.
Bei der Festkörperreibung berühren sich die aufeinander gleitenden Flächen. Dabei werden Oberflächenerhöhungen eingeebnet (Abrieb oder Verschleiß). Bei ungünstiger Werkstoffpaarung und großer Flächenpressung verschweißen die Oberflächen miteinander (Adhäsion). Festkörperreibung tritt beispielsweise bei Verwendung von Trockenschmierstoffen (Graphit, Teflon) auf, wenn kein Schmierstoff verwendet wird oder die Schmierung versagt. Dieser Reibungszustand wird daher auch als Trockenreibung bezeichnet und kann durch Linearkugellager deutlich verringert werden. Nahezu reibungsfreie Bewegungen lassen sich durch eine aerostatische Lagerung (Luftlager) realisieren.

Die Mischreibung kann bei unzureichender Schmierung oder zu Beginn der Bewegung zweier Reibpartner mit Schmierung auftreten. Dabei berühren sich die Gleitflächen punktuell. Die Reibungskraft im Mischreibungsbereich ist geschwindigkeitsabhängig und lässt sich an Gleitlagern beobachten. Dabei nimmt die Reibkraft / das Reibmoment mit steigender Gleitgeschwindigkeit ab, bis reine Fluidreibung auftritt und die Reibflächen trennt. Bei weiter steigender Gleitgeschwindigkeit nimmt dann die Reibkraft / das Reibmoment wieder zu.
Im Mischreibungsgebiet nimmt der Verschleiß ähnlich mit dem Reibmoment ab, bis die Gleitgeschwindigkeit die nahezu verschleißfreie Fluidreibung erreicht hat. Die Mischreibung ist daher im Dauerbetrieb stets unerwünscht, ist aber manchmal unvermeidlich oder ihre Vermeidung ist so aufwändig, dass die Kosten für Verschleißreparaturen in Kauf genommen werden.
Die Fluidreibung tritt dann auf, wenn sich zwischen den Gleitflächen ein permanenter Schmierfilm bildet. Typische Schmierstoffe sind Öle, Wasser aber auch Gase (siehe Luftlager). Die Gleitflächen sind vollständig voneinander getrennt. Die entstehende Reibung beruht darauf, dass die Schmierstoffmoleküle aufeinander gleiten. Damit diese Scherkräfte nur zu einer tragbaren Temperaturerhöhung des Schmierstoffes führen, muss die entstehende Wärme auf geeignete Weise abgeführt werden. Fluidreibung ist der gewünschte Reibungszustand in Lagern und Führungen, wenn Dauerhaltbarkeit, hohe Gleitgeschwindigkeit und hohe Belastbarkeit benötigt werden. Ein wichtiges Beispiel ist die Drucköl-Schmierung der Lagerschalen zwischen Kurbelwelle und Pleuelstange im Verbrennungsmotor (Hydrodynamisches Gleitlager).
Der Übergang von der Mischreibung zur Fluidreibung wird durch die Stribeck-Kurve dargestellt, das Minimum von Reibkraft/-moment der Kurve markiert den Übergang zur reinen Fluidreibung.

## Beispiele für Reibungsvorgänge
- Die innere Reibung von Schüttgut definiert sich über den Schüttwinkel.
- Die Rheologie befasst sich mit Reibung in komplexen Flüssigkeiten, zum Beispiel Polymeren und Dispersionen, zu deren Beschreibung die nichtlinearen Navier-Stokes-Gleichungen nicht ausreichen.
- Nichtlinear ist auch die Reibung, die bei Verformung in Festkörpern auftritt, etwa durch die Gezeitenkraft in Astronomie und die Modellierung relativistischer Effekte.
- Auch zur Beschreibung von umformtechnischen Prozessen werden Stoffgesetze verwendet, die die innere Reibung berücksichtigen. Diese Stoffgesetze werden in der Plastomechanik verwendet.
- Durch Reibung eines Streichholzes auf der dafür vorgesehenen Anstrichfläche entsteht Abrieb von Zündkopf und Fläche. Die in Spuren gebildete Armstrongsche Mischung aus Kaliumchlorat und rotem Phosphor zündet sofort. Es ist nicht geklärt, ob sich durch Reibungswärme ein winziges Hitzezentrum, ein Hot Spot, bildet oder ob der intime Kontakt der beiden Feststoffe ausreicht, um die Reaktion einzuleiten.[5]